# Nebeški krogotok
Nebeški krogotok ali džoutjan (kitajsko: 周天; pinjin: Zhou Tian; v kitajski izgovorjavi kot: džoutien) predstavlja krogotok čija po vseh najpomembnejših meridianih. Pojavil se je v daoističnem qigongu, vendar so ga kasneje pričeli prakticirati tudi budisti. Vadimo ga lahko kot mali nebeški krogotok ali śjaodžoutjan (kitajsko: 小周天; pinjin: Xiao Zhou Tian) ali kot veliki nebeški krogotok  oziroma dadžoutjan (kitajsko: 大周天; pinjin: Da Zhou Tian).

## Zgodovina
Po ezoterični razlagi naj bi kroženje čija po meridianih odkrili modreci, ki so meditirali o zarodku v maternici. Vadbo malega nebeškega krogotoka morda potrjuje že jidžing, saj heksagram št. 5 lahko predstavlja prispodobo zanj, ko govori o osebi v sedeči meditaciji, in ko v prispodobah opisuje dviganje in spuščanje čija v človekovem telesu, Lao Dzi in Džvang Dzi pa sta prav tako omenjala nebeški krogotok.
V 10. stoletju je že bilo napisana razprava, ki obravnava vodenje ćija skozi celoten nebeški krogotok s pomočjo gibanja dlani nekoliko nad telesom oziroma nad potmi meridianov.V delu Skrivnost zlatega cveta (kitajsko: 太乙金華宗旨; Wade–Giles: Tai Yi Jin Hua Zong Zhi), napisanem najkasneje v 17. stoletju, ki pa  lahko vsebuje celo tradicijo iz časa dinastije Tang, je omenjena tudi vadba malega nebeškega krogotoka.

## Teorija
Po tradicionalni kitajski filozofiji naj bi z nebeškim krogotokom namerno usmerjali džing po vodilnem ali hrbtnem meridianu navzgor. Vadba nebeškega krogotoka v sistemu daoističnega čigunga spada na drugi nivo kultiviranja (»Z džingom nahranimo či«). Ključna meridiana pri nebeškem krogotoku sta meridana, po katerih se či giblje v malem nebeškem krogotoku, torej po vodilnem kanalu navzgor (od trtice po hrbtenici do vrha glave in naprej do ustnega neba) in nato po prednjem kanalu navzdol (od ust navzdol do presredka). Manj pogosti so poskusi, da bi krogotok vzpostavili v nasprotni smeri, tako, da se qi dviguje po sprednjem delu telesa in se spušča po hrbtenici navzdol.

## Vadba
Pri vadbi nebeškega krogotoka praviloma uporabljamo držo konice jezika na ustnem nebu.
Nebeški krogotok lahko vadimo: 
- s pomočjo trepljanja z dlanmi ali pestmi oziroma s pritiskanjem prstov po poteh meridianov. Takšne tehnike se uporabljajo po zaključku intenzivnejše vadbe nebeškega krogotoka.[10]
- s pomočjo vodenja dlani nekoliko nad meridiani. Ta tehnika je bila izpričana že v 10. stoletju[3] in naj bi imela zaradi neprestanega ponavljanja gibanja čija skozi telo zelo močan učinek.[11]
- s pomočjo dihalne meditacije, pri kateri s pomočjo vdihov in izdihov ter z vizualizacijo vodimo či po prednjem kanalu navzdol in po zadnjem kanalu navzgor.[12]
- s pomočjo usmerjanja pozornosti na določene točke v meridianih.[13]